# Woronów (obwód rówieński)
Woronów (ukr. Воронів, Woroniw) – wieś na Ukrainie, w obwodzie rówieńskim, w rejonie rówieńskim, w hromadzie Hoszcza. W 2001 liczyła 190 mieszkańców.
W okresie międzywojennym wieś znajdowała się w granicach II RP, wchodząc w skład gminy Tuczyn w powiecie rówieńskim, w województwie wołyńskim.